# Грихново (Локнянский район)
Грихново — деревня в Локнянском районе Псковской области России. Входит в состав Локнянской волости.
Расположена на берегу реки Локня, в 30 км к востоку от райцентра Локня.
Численность населения деревни составляла 31 житель в 2000 году, 11 жителей в 2011 году.